# Виманаваттху
Виманаваттху, виманаватхупали (пали «рассказы о небесных обителях», тай. วิมานวตฺถุปาฬิ) — шестая книга Кхуддака-никаи, сборник, объединяющий 85 (или 83 в другой версии) сутт, описывающих небесные дворцы («вимана») и объясняющих, как путём добродетельного поведения можно возродиться в каком-либо из миров богов.
Каждая из историй построена по единой схеме: вступительные стихи, в которых бога или богиню вопрошают о причинах его (её) рождения в данной райской обители. Божество в ответ повествует о его (её) благих деяниях при жизни человеком. Фактически, данные истории служат иллюстрациями к объяснению закона каммы (пали, санскр. — карма).

## Состав
Состоит из двух частей: Иттхивимана и Пурисавимана.
- Иттхивимана:
  - Ритхавагго
  - Читталатавагго
  - Париччхаттакавагго
  - Маньджиттхакавагго
- Пурисавимана:
  - Махаратхавагго
  - Пайасивагго
  - Суниккхиттавагго

## Переводы на английский
- Хорнер И. Б.  «Stories of the mansions», in Minor Anthologies IV, 2nd edn, 1974, Pali Text Society